# チリの世界遺産
チリの世界遺産 （チリのせかいいさん）はユネスコの世界遺産に登録されているチリ国内の文化・自然遺産。
※この項目はウィキプロジェクト 世界遺産に準じて作成されています

## 文化遺産
- ラパ・ヌイ国立公園 - （1995年）
- チロエの教会群 - （2000年）
- バルパライソの海港都市の歴史的街並み - （2003年）
- ハンバーストーンとサンタ・ラウラの硝石工場群 - （2005年）
- スウェルの鉱山都市 - （2006年）
- アンデスの道路網カパック・ニャン - (2014年)
- アリカ・イ・パリナコータ州におけるチンチョーロ文化の集落と人工ミイラの製法 - (2021年)

## 自然遺産
なし

## 複合遺産
なし